# Сырутатурку (озеро, бассейн озера Таймыр)
Сырутатурку, Сырута-Турку (нган. Сырәуðа турку) — озеро на полуострове Таймыр в Таймырском Долгано-Ненецком районе Красноярского края России, входит в состав Таймырского заповедника. Зеркало озера расположено на высоте 46 метров над уровнем моря.

## Географическое положение
Расположено на границе Северо-Сибирской низменности и гор Бырранга, примерно в 270 километрах северо-северо-восточнее села Хатанга.

## Топонимика
Название озера Сырутатурку происходит от нганасанского сырута?а — «со льдом» и турку — «озеро».

## Географические характеристики
Озеро имеет неправильную форму, юго-восточная часть на протяжении 6,5 км вытянута с юго-востока на северо-запад, далее озеро делает изгиб и на протяжении ещё 4-х километров имеет меридиональное направление — с юга на север. Площадь зеркала озера составляет 35,6 км², длина — 10,8 км, ширина — 4 км. Площадь водосбора составляет 193 км², местность представлена ледниковой увалисто-холмистой расчленённой равниной с повсеместным распространением многолетней мерзлоты. В 2-х км северо-западнее озера имеется холм высотой 150 метров, в 2-х км юго-восточнее — ещё один холм, высотой 159 метров. В южной части озера имеется небольшой остров (максимальная высота — 63 метра). В северной части озера, к западу от истока реки Сырутаяму, имеется небольшой мыс длиной в километр и шириной в 600 метров. На северо-западном берегу озера, в районе впадения в него пяти небольших ручьёв до мыса, отделяющего исток Сырутаяму, имеется протяжённая отмель. Ещё одна отмель, меньших размеров, находится в южной части озера, в устье ручья Мирный. Растительность тундровая, представлена прежде всего мхами.

### Притоки и сток
В озеро впадают 11 мелких ручьёв, наиболее крупный из них — Мирный — в южной его части, к востоку от него находится устье ещё одного небольшого ручья, берущего начало из мелкого озерка. Устье одного ручья расположено на юго-западном берегу озера, ещё пяти, берущих начало с близлежащих холмов (некоторые — из мелких озёр) — в северо-западной—северной его части. Ещё три ручья впадают в Сырутатурку с северо-востока, два из них начинаются небольшими озерками. Озеро сточное, сток осуществляется через реку Сырутаяму, исток находится в северной части озера.

## Данные водного реестра
По данным государственного водного реестра России озеро относится к Енисейскому бассейновому округу, водохозяйственный участок — Нижняя Таймыра (вкл. оз. Таймыр) и другие реки бассейна Карского от западной границы бассейна р. Каменная до мыса Прончищева (1). Речной бассейн — Нижняя Таймыра.
Код объекта в государственном водном реестре — 17030000111116100022133.